# Globosusa
Globosusa é um gênero de traça pertencente à família Arctiidae.